# 李璿
（8世纪720年代或730年代—774年），原名李漎。唐玄宗李隆基第二十九子，母为武贤仪。
母亲武贤仪是武则天时高平王武重规之女，开元年间入宫中，号为“小武妃”。李璿生年不详，当在720年代末至730年代初。开元二十三年（735年）七月，授开府仪同三司，封为凉王。二十四年（736年）二月，改名李璿。安史之乱，他曾随父亲南入成都；吐蕃入侵，他曾随侄子唐代宗东入陕州。大历九年（774年）十月乙亥，凉王李璿薨逝。其子李仂，泸阳郡王、殿中监同正员。

## 延伸阅读
[在维基数据编辑]
 《舊唐書·卷107》，出自刘昫《舊唐書》
 《新唐書·卷082》，出自《新唐書》